# Tim Caldwell
Timothy John "Tim" Caldwell (* 4. Februar 1954 in Brattleboro, Vermont) ist ein ehemaliger US-amerikanischer Skilangläufer.
Caldwell nahm an vier Olympischen Winterspielen teil. Das erste Mal startete er 1972 in Sapporo, Japan im Alter von 17 Jahren. Im Einzelrennen über 15 km belegte er den 54. Platz, zusammen mit Mike Gallagher, Larry Martin und Mike Elliott in der Staffel den 12. 1976 startete er in Innsbruck, Österreich über 15 und 30 km. Dabei belegte er die Plätze 37 und 27. Im Rennen über 50 km ging er an den Start, musste aber aufgeben. Rang 6 erreichte er in der Staffel über 4 × 10 km mit Doug Peterson, Bill Koch und Ronny Yeager. Im US-amerikanischen Lake Placid, New York absolvierte er bei den Olympischen Winterspielen 1980 den Lauf über 15 km und erreichte das Ziel als 25. Rang acht gelang ihm im Team mit Bill Koch, Jim Galanes und Stan Dunklee. Mit Dan Simoneau statt Jim Galanes gelang Caldwell 1984 in Sarajevo, heutiges Bosnien und Herzegowine, die gleiche Platzierung. Im Einzellauf über 15 km schaffte er Platz 39.
Außerdem trat er bei drei Weltmeisterschaften an und wurde mehrfach nationaler Meister über unterschiedliche Distanzen.
Caldwell ist der Sohn des Skilangläufers und Nordischen Kombinierers John Homer Caldwell. Er schloss 1977 sein Geschichtsstudium am Dartmouth College ab. Anschließend besuchte er die Georgetown Law School und machte einen Abschluss in Rechtswissenschaften. In Hanover, New Hampshire arbeitete er als Vermögensverwalter.